# Vristulvens naturreservat
Vristulven är ett naturreservat i Mariestads och Skövde kommuner i Västergötland.
Reservatet ligger norr om Timmersdala samhälle, söder om Mariestad och är skyddat sedan 2013. Det omfattar 298 hektar. Sjön Vristulven är en grund skogssjö med svagt humusfärgat vatten. Det tidigare naturreservatet Lindbergs domänreservat uppgick i detta vid bildandet.

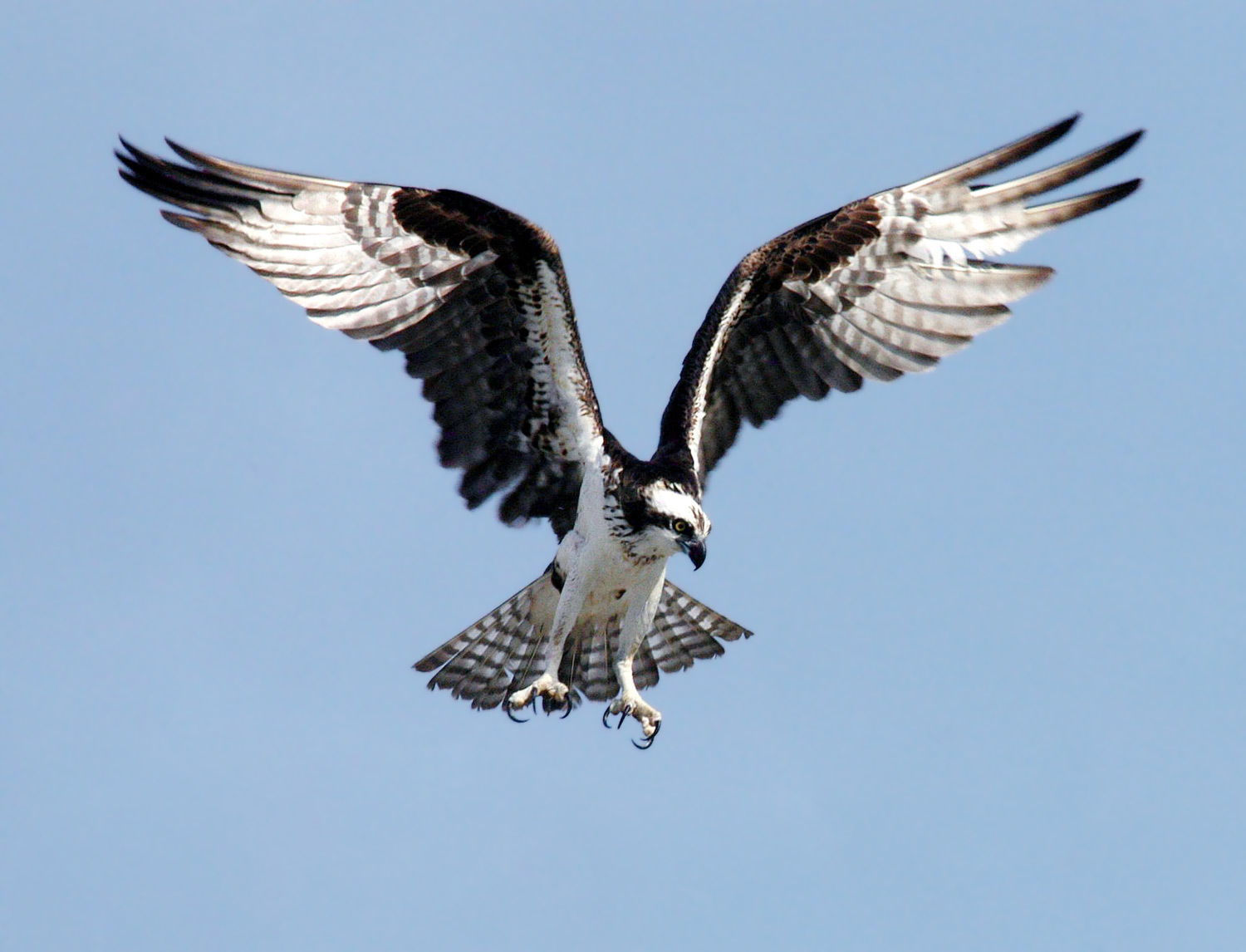
Fiskgjuse

Området består av sjön Vristulvens norra och västra delar och intilliggande skogs- och våtmarker. Inom reservatet finns flera öar, skär och vikar. Gammelskog med gran och tall finns på öarna och väster om sjön. Numera ingår Lindbergs domänreservat och där finns höga naturvärden med gammal barrskog. Där finns ett stort inslag av död ved och grova högvuxna tallar. Där har man funnit grön sköldmossa och vedtrappmossa.
I norr vid Sjötorp gränsar reservatet mot det gamla kulturlandskapet Sjötorp, vars beteshagar går ända ner till sjön. Längst i norr kring Dyrenäs är de gamla kulturmarkerna nu bevuxna med lövsumpskog och med vassar ut i sjön. Söder om Dyrenäs finns en mosse, Slättemossen, som kan betecknas somen svagt välvd men välutvecklad högmosse. I naturreservatet förekommer fiskgjuse och storlom. I de norra delarna av sjön finns några fågelskyddsområden. Tillträde till dessa är förbjuden under tiden 1/4 till 1/8.
En stigs går längs med stora delar av sjöns västra strand. Intill vägen mot Stora Vadön leder en trätrappa med räcke upp till toppen av fornborgen Tränborgen.    
Området ingår i EU:s ekologiska nätverk av skyddade områden, Natura 2000. 